# Осиелло, Майкл
Майкл Осие́лло (произн.: /ˌɔːsiˈɛloʊ/; род. 23 февраля 1972, Нью-Джерси, США) — журналист американской телевизионной индустрии. Президент и главный редактор веб-сайта-телеобозревателя TVGuide.com.

## Биография
Осиелло вырос в боро Розелл-Парк, штат Нью-Джерси. Получил образование в Университете Южной Калифорнии. Три года был редактором новостей в журнале «Soaps In Depth», работал координатором медиакоммуникаций и развлечений на «Entertainment Tonight» до работы в «TV Guide».
28 мая 2008 Осиелло оставил TV Guide, перейдя в «Entertainment Weekly», и создал свой первый блог для них 2 июля 2008 года. 4 октября 2010 он объявил об уходе из Entertainment Weekly, чтобы присоединиться к меда Mail.com Джея Пенске, на котором он запустил новый телевизионный сайт TVLine.com.
Осиелло вёл две колонки в телевизионном обозревателе TV-Guide: репортажи «The Ausiello Report» — еженедельную печатную колонку, которая была расширена в регулярно обновляющийся блог, и «Ask Ausiello» (Спросите Осиелло) — еженедельную эксклюзивную сессию Вопросов-Ответов. Осиелло вносил вклад в создание подкаста на веб-сайте обозревателя: в «TV Guide Talk» и «TV Guide Channel» в программе «The 411» с пятиминутным фрагментом под названием «The Big Five», где он комментировал пять самых популярных историй индустрии развлечений текущей недели. Также у Осиелло также был видеоподкаст «The Ausiello Report».
Осиелло комментировал медиа-выпуски TV-Guide в программах «Today», «Good Morning America», «Fox & Friends», «American Morning», «Inside Edition», «Extra», «Access Hollywood» и «Entertainment Tonight». Он является постоянным гостем в каждом выпуске «Friday morning» по пятницам на популярном утреннем шоу «Sirius Satellite Tadio», «Out in tne Morning» с ведущим Ларри Фликом, где они общаются с позвонившими обо всём телевизионном: о шоу, звёздах, сюжетных линиях, включая эксклюзивные материалы и спойлеры.
Благодаря связям и общению с актёрами и продюсерами, например, Эми Шерман-Паладино, Осиелло появился в нескольких эпизодических ролях в эпизодах таких телевизионных сериалов, как «Девочки Гилмор», «Вероника Марс» и «Клиника».

## Личная жизнь
Осиелло — открытый гей и пескетарианец. Он состоял в браке с фотографом Китом Коувеном, умершим 5 февраля 2015 года от нейроэндокринного рака. Последний год жизни Коувена и их отношения длиной в 13 лет Осиелло запечатлел в своей книге «Spoiler Alert: The Hero Dies» (с англ. — «Спойлер: герой в конце умирает»), опубликованной в 2017 году издательством Atria Publishing Group, подразделением Simon & Schuster. В 2022 году состоится премьера экранизации этой книги, «Осторожно, спойлеры!», в которой Осиелло сыграл Джим Парсонс.

## Фильмография

### Кино
| Год  | Название на русском        | Название на английском        | Роль               | Примечания |
| ---- | -------------------------- | ----------------------------- | ------------------ | ---------- |
| 2013 | Он гораздо популярнее тебя | He’s Way More Famous Than You | Играет самого себя |            |

### Телевидение
| Год     | Название на русском          | Название на английском            | Роль                                 | Примечания                                              |
| ------- | ---------------------------- | --------------------------------- | ------------------------------------ | ------------------------------------------------------- |
| 2005    | Девочки Гилмор               | Gilmore Girls                     | Покупатель                           | 19-я серия 5-го сезона: «Да я же Гилмор!»               |
| 2006    | 411                          | The 411                           | Корреспондент                        |                                                         |
| 2006    | Вероника Марс                | Veronica Mars                     | Краснеющий парень                    | 15-я серия 2-го сезона: «Переживания и свадьба»         |
| 2007    | Extra                        | Extra                             | Играет самого себя                   | 1 серия                                                 |
| 2007    | Клиника                      | Scrubs                            | Акушер                               | 8-я серия, 6-го сезона: «Моя дорога в никуда»           |
| 2007—10 | Развлечения сегодня вечером  | Entertainment Tonight             | Играет самого себя                   | 10 серий                                                |
| 2009—10 | Утренние новости             | The Early Show                    | Играет самого себя                   | 2 серии                                                 |
| 2012    | Город хищниц                 | Cougar Town                       | Бармен                               | 14-я и 15-я серии 3-го сезона: «Моя жизнь» и «Твой мир» |
| 2013    | Следствие по телу            | Body of Proof                     | Могильщик                            | 3-я серия 3-го сезона: «Проблемы, связанные с папой»    |
| 2015    |                              | Cocktails & Classics              | Играет сам себя                      | 2 серии                                                 |
| 2016    | Девочки Гилмор: Времена года | Gilmore Girls: A Year in the Life | Парень, поедающий салат в Стэирвелле | 3-я серия «Весна»                                       |